# Heinrich Philipp August Damerow

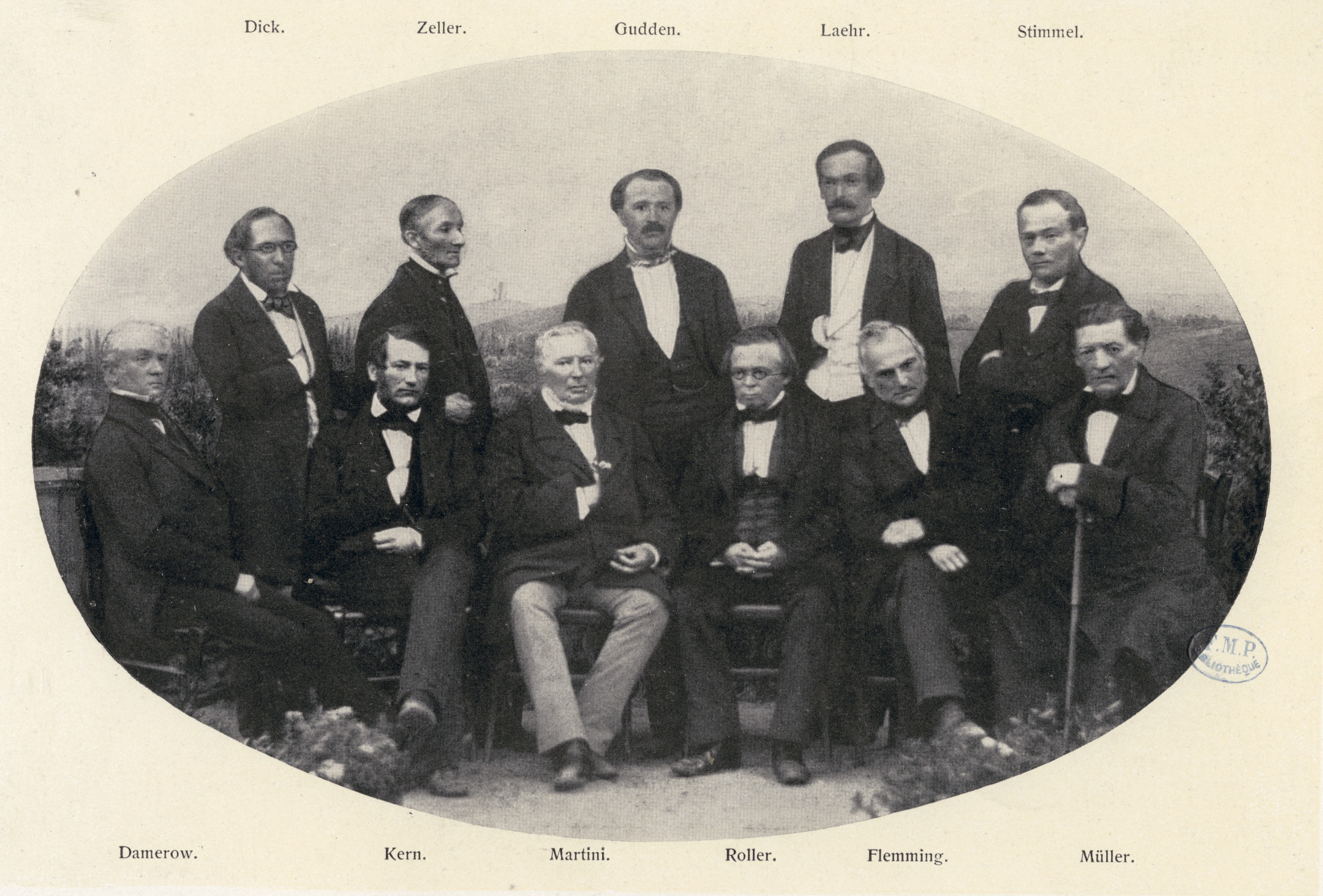
Heinrich Philipp August Damerow auf einem Gruppenbild, ganz links

Heinrich Philipp August Damerow (* 28. Dezember 1798 in Stettin; † 22. September 1866 in Halle (Saale)) war ein deutscher Mediziner und Psychiater.

## Leben und Werk
Damerow war Sohn des Pastors der Johanniskirche in Stettin, Ernst Friedrich Damerow. Sein Vater starb 1810. Er lebte dann mit seiner Mutter im „Predigerwitwenhaus“ des Stettiner Johannisklosters und kam so schon in der Jugend in Berührung mit den dort versorgten psychisch Kranken. Er besuchte das Vereinigte Königliche und Stadtgymnasium. 1815 unterbrach er den Schulbesuch und meldete sich freiwillig zu den Kolberger Jägern, um am Kampf gegen Napoleon teilzunehmen.
1817 bestand er das Abitur und begann noch im gleichen Jahr das Studium an der Universität zu Berlin. Bei Ernst Horn, einem Schüler Johann C. Reils, und bei Karl Georg Neumann, einem Nachfolger Horns, hörte er Psychiatrie an der Charité. Bei Friedrich Schleiermacher und vor allem bei Georg W. F. Hegel studierte er Philosophie. Er promovierte 1821, habilitierte sich 1822 in Berlin als Privatdozent und wurde 1830 als außerordentlicher Professor der Medizin an die Universität Greifswald berufen. Ab 1832 war er als Vertrauter von Altenstein beim Kuratorium für Krankenhausangelegenheiten beschäftigt und somit für das Irrenwesen im Berliner Ministerium zuständig. Altenstein hatte bereits gemeinsam mit Maximilian Jacobi für die Rheinprovinz die Gründung einer Irrenanstalt in Siegburg organisiert. 1836 ging Damerow als Arzt und Direktor des provisorischen „Irrenheilinstituts“ nach Halle, arbeitete dann mehrere Jahre in der Medizinalabteilung des Kultusministeriums in Berlin und kehrte erst 1842 nach Halle zurück, um dort 1844 die Direktion der nach seinen Plänen für die Provinz Sachsen erbauten Irren-, Heil- und Pfleganstalt Nietleben bei Halle zu übernehmen. Im Jahr 1858 wurde er zum Mitglied der Gelehrtenakademie Leopoldina gewählt. Er starb am 22. September 1866 an der seinerzeit in Halle grassierenden Cholera und wurde auf dem anstaltseigenen Friedhof beigesetzt.
Mit Carl Friedrich Flemming und Christian Friedrich Wilhelm Roller gründete Damerow 1844 die Allgemeine Zeitschrift für Psychiatrie und psychisch-gerichtliche Medicin, herausgegeben von Deutschlands Irrenärzten in Verbindung mit Gerichtsärzten und Criminalisten (Berlin). Sie war nach dem Modell der französischen Zeitschrift Annales ausgerichtet. Damerow stand bereits seit 1821 in persönlichem Kontakt zu Jean-Étienne Esquirol an der Salpêtrière. Auch alle Gründer der Allgemeinen Zeitschrift standen in enger Verbindung mit den Herausgebern der Annales. Das Erscheinen der Allgemeinen Zeitschrift stellte den Höhepunkt der Anstaltspsychiatrie dar. Sie diente damals der deutschen Psychiatrie als Sammelpunkt. Damerow stellte so als Leiter der Zeitschrift einen ihrer hauptsächlichsten Vertreter dar. Er sah nicht nur die Psychiatrie aus einer philosophisch-idealistischen Sicht, sondern leitete sie auch von der staatlichen Autorität ab. Unter dem Aspekt einer anthropologisch ausgerichteten Psychiatrie versuchte er, das Aufkommen der meist noch naturphilosophisch geprägten naturwissenschaftlichen Fortschritte auf dem Gebiet der Medizin in die psychiatrische Praxis zu integrieren. Sowohl Flemming als auch Roller verstanden sich auch selbst als solche Somatiker. In seiner Schrift über die „relative Verbindung“ der Anstalten stellte sich Damerow bereits auf dem Buchtitel u. a. als „Director der physikalisch-medizinischen Gesellschaft zu Erlangen“ sowie der „Gesellschaft naturforschender Freunde zu Halle“ vor. Als guter Patriot war er auch Mitglied der Schlesischen Gesellschaft für vaterländische Kultur.
Seine Erfolge beruhten nicht zuletzt auf der Unterstützung, die er einflussreichen Politikern verdankte. Unter diesen ist neben Altenstein nach 1840 auch der preußische Kultusminister Eichhorn zu nennen. Damit geriet Damerow jedoch in einen Gegensatz zu den revolutionären Bestrebungen der 40er Jahre. Indem Damerow die Leitung der Allgemeinen Zeitschrift innehatte, wurde sie zum staatstragenden Organ während der Revolutionszeit. Darin kam nicht nur die Anwaltschaft des Arztes für die Armen zu Wort. Die Regierung erwartete auch eine gleichberechtigte, die geltende politische Ordnung befürwortende Einbeziehung der forensischen Psychiatrie. Die Zeitung wendete sich nicht mehr – wie bisher gewohnt – auch an die nichtärztliche Öffentlichkeit. Dietrich Georg von Kieser vertrat in dieser Zeitschrift Auffassungen von der Unvernunft der Irren, namentlich des aufkommenden Proletariats, wie man sie auch schon bisher gewohnt war. Die Methoden, dieser Unvernunft zu begegnen, ähnelten denen in den entsprechenden Einrichtungen, wie sie etwa in Frankreich zu Zeiten des Hôpital général in Gebrauch waren. Vernunft ging hier im bloßen Ordnungsbegriff auf. Erziehungs- und Machtstaat fielen zusammen. Eine ähnliche Auffassung von staatstragender Psychiatrie vertrat Karl Wilhelm Ideler. Während seiner Ära wurde eine medizinische Dissertation unter dem Titel De morbo democratico (dt. „Die Demokratenkrankheit“) von der Berliner Fakultät diskutiert und angenommen. – Die Anstalt Nietleben ist dadurch bekannt, dass dort der von Damerow begutachtete Attentäter Max Sefeloge untergebracht wurde, vgl. Kap. Schriften (Auswahl). Die von Damerow angestrebte Synthese mit den neuen somatischen Konzepten kam leider zu spät. Man wendete sich seitens der Somatiker vielfach gegen den philosophisch-anthropologischen Überbau, der die eher strengen pädagogischen Konzepte der Somatotherapie begünstigte, und engagierte sich für eine ohne mechanischen Zwang (No restraint) arbeitende wertfreie psychiatrische Wissenschaft, wie sie die Universitätspsychiatrie forderte.
Damerows Hauptverdienst beruht in einer wesentlichen Verbesserung der Anlagen der Irrenanstalten in Deutschland.

## Schriften (Auswahl)
- Über die relative Verbindung der Irren-, Heil- und Pflege-Anstalten in historisch-kritischer, so wie in moralischer, wissenschaftlicher und administrativer Beziehung. Eine staatsarzneiwissenschaftliche Abhandlung. Otto Wigand, Leipzig 1840 downloadbar bei Google Books
- Sefeloge. Wahnsinnsstudie im Zusammenhang mit dem Attentat von Max Sefeloge gegen Friedrich Wilhelm IV. Pfeffer, Halle 1853, OCLC 14844267.
- Zur Kretinen- und Idiotenfrage. Berlin 1858.
- Über die Grundlage der Mimik und Physiognomie, als freier Beitrag zur Anthropologie und Psychiatrie. Berlin 1860.